# 王秀杞
王秀杞（1950年—）是台灣男性雕塑家，曾任淡江大學副教授、明道大學時尚造形學系教授。其作品有位於台灣北部「觀音山風景旅遊服務中心」石雕公園的「龍的傳人」，由觀音石切割雕刻而成，高10公尺、直徑1.5公尺，是全台灣最大的石雕作品。另外還有位於淡江大學與亞洲大學的校園中的「海豚吉祥物里程碑」、「五虎碑雕塑」、「牧童 Shepherd」等著名作品。其中，王秀杞於2009年2月新春之日所發表的代表性作品「正統五路財神廟招財進寶聚寶盆」，被認為是能特別表現出台灣與中國大陸各地之鄉土宗教文化氣息的藝術作品。

## 經歷
| 1950 | 生於台灣陽明山                                                                                                 |
| 1973 | 台灣藝術大學雕塑科畢業                                                                                         |
| 1984 | 台灣全省美展雕塑第一名，並獲永久免審查作家                                                                     |
| 1986 | 台灣美展雕塑第一名，獲台灣藝術大學傑出校友                                                                     |
| 1989 | 任台灣全省美展評審委員 台灣台北市美術館典藏作品「老人與月琴」                                                  |
| 1990 | 獲台灣中山文藝獎 個展於台灣各地文化中心，作品「孕」為台灣省立美術館典藏                                        |
| 1993 | 台灣高雄市美展評審委員 台灣台北市立美術館、台灣省立美術館石雕個展 台灣高雄縣旗山運動公園典藏景觀石雕「闔家歡」 |
| 1994 | 個展於台灣各地文化中心 受邀雕塑台灣台中縣校園景觀銅雕「激勵」                                                  |
| 1995 | 任台灣中山文藝獎、台灣台北市立美術館雕塑評審 台灣省政府典藏景觀石雕「童戲」                                    |
| 1996 | 台灣新竹市立文化中心石雕個展 作品「走過從前，迎向未來」獲選台灣南投市公共藝術                                  |
| 1997 | 個展於台灣台北國父紀念館 作品「大地之母」獲選林口公園公共藝術                                                  |
| 1998 | 任台灣屏東縣、台北縣公共藝術審查委員                                                                           |
| 1999 | 個展於台灣亞洲藝術中心 個展於台灣台北國父紀念館                                                                |
| 2009 | 個展於台灣台北縣藝文中心，並由台北縣長周錫瑋親自主持個展開幕儀式                                               |

## 作品照片介紹

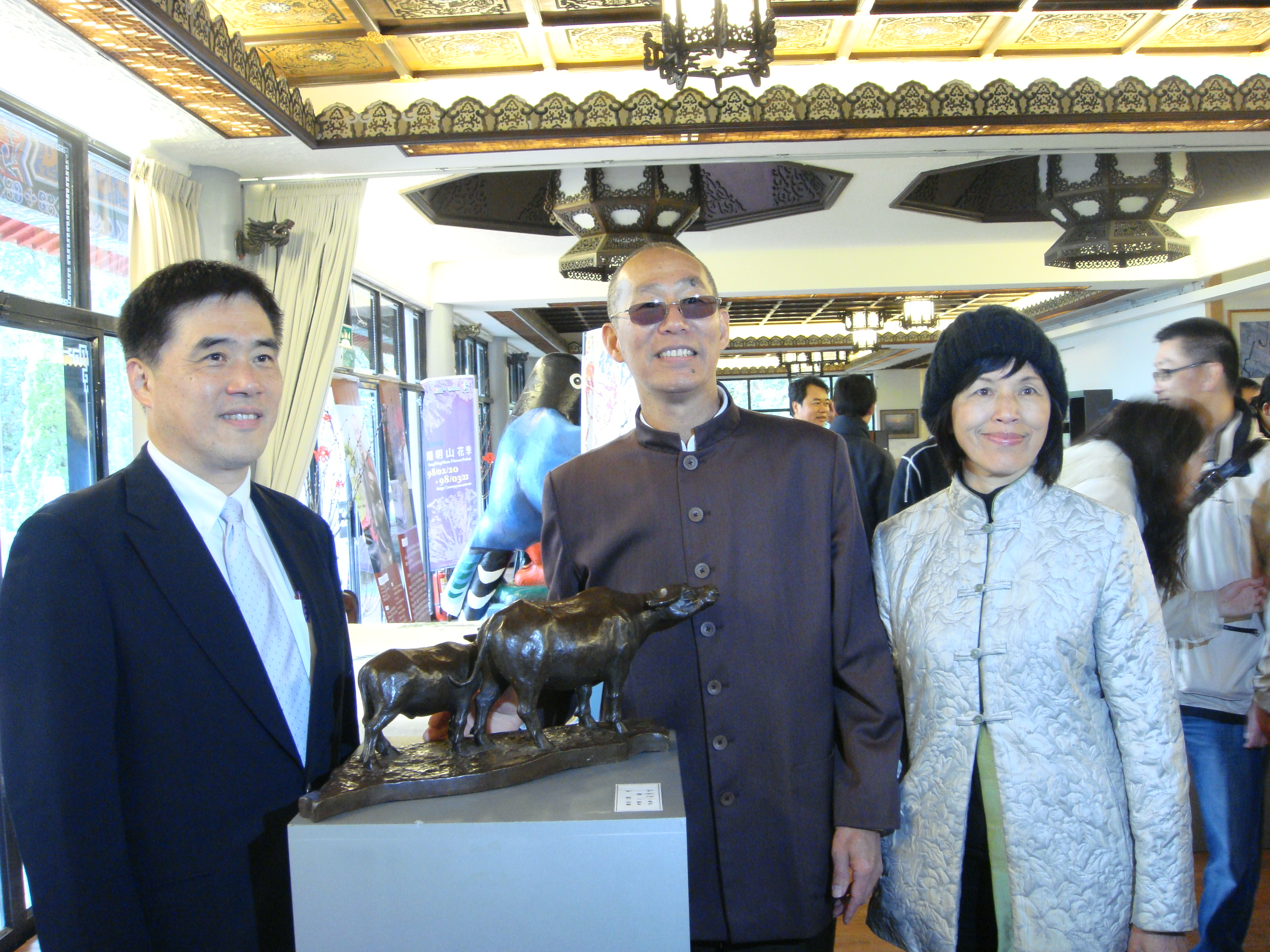
王秀杞夫婦與台灣台北市郝龍斌市長合攝於銅雕作品可愛牛群家庭旁
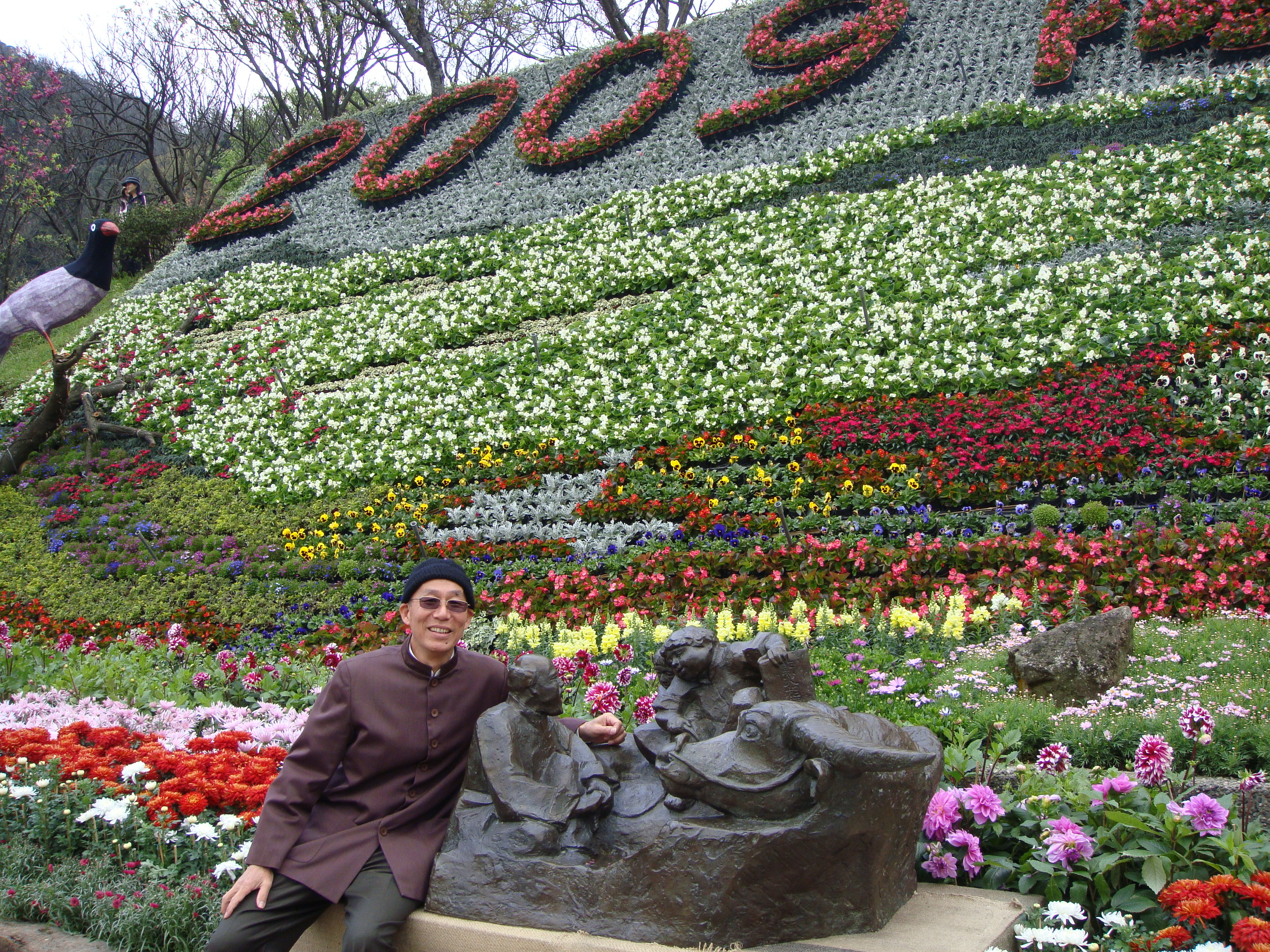
王秀杞先生攝於台灣台北市陽明山公園2009年花季展銅雕作品牧牛、牧童與農夫老翁旁

## 資料來源
- 周錫瑋發行(2009年7月)，《王秀杞雕塑藝術創作集》，台北縣政府文化局出版，台北縣，台灣，ISBN 978-986-01-8950-6 ，GPN 1009801556。

## 腳注
1. ↑  [永久]
2. ↑  .   [2010-10-04]. （原始内容存档于2009-12-18）.

## 外部連結
- 現代解石者 王秀杞